# Пославский, Борис Дмитриевич
Бори́с Дми́триевич Посла́вский (1897—1951) — советский актёр. Заслуженный артист РСФСР (1935).

## Биография
Борис Дмитриевич Пославский родился 23 июля 1897 года.
Поступил в Петроградский политехнический институт, будучи студентом вуза поступил на курсы Рабоче-крестьянского театра при Наркомпросе.
В 1919—1924 был актёром Рабоче-крестьянского театра при Наркомпросе и играл в театре Н. М. Фореггера. Кинематографическую деятельность начал в киномастерской С. И. Юткевича. После войны занимался дубляжём, играл в Театре-студии киноактёра.
Выдающийся актёр довоенного кино, легенда «Ленфильма».
Когда в 1935 году выпускали сборник автобиографий десяти лучших киноактёров Советского Союза, Пославский отказался писать о себе.
Умер 18 июля 1951 года. Похоронен в Москве на Ваганьковском кладбище.

## Фильмография
| Год  |     | Название                   | Роль                        |
| ---- | --- | -------------------------- | --------------------------- |
| 1925 | кор | Даёшь радио!               | хулиган Федька Шпунт        |
| 1928 | ф   | Кружева                    | парень с гитарой            |
| 1929 | ф   | Чёрный парус               | Корешков                    |
| 1931 | ф   | Златые горы                | крестьянин Пётр             |
| 1932 | ф   | Встречный                  | Алексей Алексеевич Скворцов |
| 1934 | ф   | Крестьяне                  | Егор Платонович Нечаев      |
| 1935 | ф   | Граница                    | фабрикант Новик             |
| 1936 | ф   | Подруги                    | Силыч                       |
| 1937 | ф   | Шахтёры                    | Семён Петрович Примак       |
| 1937 | ф   | Великий гражданин          | Яков Александрович Сизов    |
| 1938 | ф   | Враги                      | Имя персонажа не указано    |
| 1939 | ф   | Огненные годы              | доктор                      |
| 1940 | ф   | Возвращение                | Имя персонажа не указано    |
| 1940 | ф   | Приятели                   | Фёдор Фомич                 |
| 1941 | ф   | Боевой киносборник № 2     | доктор                      |
| 1941 | кор | Старая гвардия             | отец                        |
| 1941 | ф   | Цветные киноновеллы        | брат Бартоломео             |
| 1942 | ф   | Оборона Царицына           | машинист                    |
| 1942 | ф   | Секретарь райкома          | Семён Абрамович Ротман      |
| 1943 | ф   | Во имя Родины              | Вернер                      |
| 1944 | ф   | Зоя                        | Филин                       |
| 1945 | ф   | Это было в Донбассе        | Логинов                     |
| 1947 | ф   | Мальчик с окраины          | Иван Авдеевич               |
| 1947 | ф   | Русский вопрос             | Харди                       |
| 1947 | ф   | Рядовой Александр Матросов | эпизод                      |

## Награды
- Орден Трудового Красного Знамени (6 марта 1950) — за выдающиеся заслуги в развитии советской кинематографии, в связи с 30-летием[1].
- Заслуженный артист РСФСР (1935).